# Wendell Furry
Wendell Hinkle Furry (ur. 1907, zm. 1984) – amerykański fizyk.
W latach 1934–1977 profesor Harvard University. Prowadził prace z zakresu mechaniki kwantowej. Zaproponował podwójny bezneutrinowy rozpad beta.